# Hualalai
El volcán Hualalai es activo y uno de los cinco volcanes que forman la isla de Hawái, junto con los volcanes Mauna Kea, Mauna Loa, Kohala y Kīlauea.

## Hualalai
Hualalai es el tercer volcán en escudo históricamente más activo en la Isla de Hawái’i en el Archipiélago de Hawái Su cima se encuentra a 2.521 metros Hualalai se encuentra más o menos al oeste de la silla entre el monte Mauna Kea y el Mauna Loa formando el telón de fondo de la ciudad de Kailua-Kona De hecho esta ciudad está construida en la ladera sudeste de esta montaña donde crece el conocido café Kona.

## Estructura
Hualalai surge de una estructura bien definida, a aproximadamente N50ºW de  en la cumbre, y otra zona rift peor definida (Mc Donald and Abbott, 1970).
Las rocas más antiguas de la superficie de la montaña datan de hace 128.000 años, y se estima que el volcán apareció sobre el nivel del mar hace aproximadamente 300.000 años.
Más de 100 conos de ceniza y salpicaduras aparecen a lo largo de las zonas rift. No hay un cráter que marque la cima, solamente un cráter colapsado en la cima del escudo de lava.
Gran parte de la ladera sur (sobre la ciudad de Kailua-Kona) consiste en corrientes de lava cubiertas por una capa de cenizas volcánicas de entre 10 cm y 1 m de grosor.
Hulalai parece haber entrado en la última etapa del ciclo eruptivo de los volcanes hawaianos: la etapa post-escudo.
Keahole, situado a solo 11 km al norte de Kailua-Kona, está construido en lo alto de la corriente Huehue (1801) justamente al norte del punto Keahole.
Aunque Hualalai no es ni mucho menos tan activo como Mauna Loa o Kilauea, la cartografía reciente del volcán muestra que el 80% de la superficie de la montaña está cubierta por ríos de lava de no más de 5000 años. En décadas anteriores, cuando la mayoría de centros turísticos, hogares y centros comerciales se construyeron en las faldas de Hualalai, la actividad sísmica del volcán era baja. Sin embargo, en 1929 ocurrieron una serie de temblores que duraron más de un mes, probablemente causados por la ascensión del magma a zonas próximas a la superficie. Por estas razones, Hualalai se considera un volcán potencialmente peligroso con probabilidad de entrar en erupción en algún momento en los próximos 100 años.